# Ґрейс Маккензі
Ґрейс Маккензі (англ. Grace McKenzie, 8 липня 1903 — 1 серпня 1988) — британська плавчиня.
Призерка Олімпійських Ігор 1920, 1924 років.